# Malville : État de siège
Pour plus de détails, voir Fiche technique et Distribution.
Malville : État de siège est un documentaire français réalisé par Serge Poljinsky en 1977 et sorti en 1978.

## Synopsis
Le rassemblement antinucléaire du 31 juillet 1977 à Creys-Malville marqué par la décision gouvernementale d'instituer l'état de siège dans la région et par la mort d'un manifestant.

## Fiche technique
- Titre : Malville : État de siège
- Réalisation : Serge Poljinsky
- Photographie : Hervé Besson et Serge Poljinsky
- Son : Jean-François Auger
- Montage : Nicolas Barachin et Serge Poljinsky
- Musique : Olaf Estienne, Jean-Philippe Frenkel, Tristan Garcia et Sébastien Poitrenaud
- Production : Collectif Grain de sable
- Pays d'origine :  France
- Genre : documentaire
- Durée : 40 minutes
- Date de sortie : France - 19 janvier 1978